# Opus (漫画)
《OPUS》是日本动画导演、漫画家今敏创作的一部青年漫画作品。该漫画自1995年起连载于杂志《Comic Guys》（コミックガイズ），连载终止于1996年该漫画杂志停刊之时。2010年12月，该漫画被集结为单行本2册，由德间书店发行，内容包括连载时的内容以及在作者遗稿中发现的未发表结局。该漫画是今敏最后一部漫画作品，此后他以动画事业为主。2019年，由復刊.com出版本作完全版，增加收录了由今敏夫人亲自口述整理而成的《OPUS》解读，以及参与今敏所有执导作品的制作人丸山正雄先生的访谈。
该漫画的法文版获得了2013年度的ACBD亚洲批评家奖。

## 劇情簡介
本漫画是一部元漫画，主人公是漫画家永井力，主要剧情是他创作的漫画作品中的人物来到现实世界之后展开的故事。

## 出版書籍
最初連載于学研旗下的双周刊漫画杂志《Comic Guys》（コミックガイズ），连载始于1995年，终止于1996年该杂志停刊之时:346。此后今敏的工作重心转向动画电影《蓝色恐惧》，停止了此漫画的创作:346。今敏后来认为此漫画并不成功:7。在今敏死后，德间书店于2010年12月13日将连载的19话漫画，以及他生前未发布的最终话集结为2册单行本发行。最终话内容是在今敏死后发现于其遗稿中的，并非完成作，德间书店收录此章节是为了便于读者理解该漫画:346。
2012年，今敏遗孀今京子宣布该漫画发行法文版、意大利文版和韩文版。已有韩文、意大利文、法文、西班牙文、英文、德文、中文版本发行。
| 语言       | 出版社     | 發售日期       | ISBN                                                      |
| ---------- | ---------- | -------------- | --------------------------------------------------------- |
| 單行本     | 德間書店   | 2010年12月13日 | ISBN 978-4-19-950221-7（上） ISBN 978-4-19-950222-4（下） |
| 完全版     | 復刊.COM   | 2019年7月25日  | ISBN 978-4-83-545683-6                                    |
| 陆版单行本 | 后浪图书   | 2019年7月1日   | ISBN 978-75-5962-936-4                                    |
| 陆版完全版 | 磨铁有狐   |                | ISBN 978-7-5596-7227-8                                    |
| 繁體中文   | 臉譜出版社 | 2020年5月30日  | ISBN 978-986-235-841-2                                    |

## 电影
在2017年7月的日本博览会上，制作人丸山正雄代表Studio M2非正式地表达了为《Opus》制作动画的意愿。为今敏几部其他的动画作品提供音乐的音乐家平泽进2017年10月在推特上宣布，将为《Opus》的动画制作音乐，但没有详细说明是否丸山所指的动画。平泽进表示将以核P-MODEL的名义创作相关音乐，2018年9月5日发售的专辑《回=回》中，第三首歌曲名为《OPUS》。

## 评价
MangaBlog的布里吉特·埃尔弗森认为，漫画中的动作场景对故事主线来说是干扰；而凯瑟琳·黛西则认为作品虽然带有元漫画属性，今敏却做到了令作品富有张力，使读者有兴趣去解构漫画的每一页。
Fandom Post的盖瑞·汤普森认为，今敏的元小说式的叙事使得作品中充满了存在主义和宿命论式的叩問。
评论家保罗·格拉维特将《Opus》列为2014年10部最佳漫画之一，认为漫画中充满奇思妙想，是一部“令人耳目一新的元漫画”，并评论说这部作品与今敏的动画作品风格相似，应该十分适合改编为动画。
美国《漫画杂志》评论说该漫画的剧情是“你所能想象的最具今敏风格的”。
该漫画的法文版获得了2013年度的ACBD亚洲批评家奖。安古兰国际漫画节将该漫画列为2014年的官方评选（Sélection Officielle）作品。美国的青年图书馆协会将其评选为2016年的杰出视觉文学作品。